# コール アンド レスポンス
「コール アンド レスポンス」は、エレファントカシマシの24枚目のシングル。2000年4月26日に東芝EMI/FAITHFUL.から発売。

## 概要
アルバム『good morning』と同時発売された。
「ガストロンジャー」、本楽曲、「so many people」とテーマが並び、シングル三部作と呼ばれる。
カップリングに初めてライヴ音源が収録される。
「コール アンド レスポンス」「武蔵野」共にMVが存在する（『クリップス2』収録）。

## 収録曲
全作詞・作曲：宮本浩次
全編曲：エレファントカシマシ
1. コール アンド レスポンス (5'48")
  - テレビ東京系「JAPAN COUNTDOWN」オープニングテーマ曲。
2. 武蔵野 (4'40")
3. ガストロンジャー（Live at "日本武道館" 2001.1.4） (6'11")
4. soul rescue（Live at "日本武道館" 2001.1.4） (6'01")